# Església de Sant Abdó i Sant Senent (València)
L'Església Parroquial de Sant Abdó i Sant Senent és un temple parroquial catòlic pertanyent a l'Arxidiòcesi de València i localitzada al barri/poble de Carpesa, al districte dels Pobles del Nord, a la ciutat de València. Inicialment, la parròquia estigué consagrada a Sant Pere Apòstol.

## Història
L'origen de la parròquia es troba a la conquesta de València, després de la qual les terres de Carpesa foren donades a Bernat Vidal de Besalú per Jaume I. Les terres de Carpesa i la seua parròquia van ser posteriorment propietat de l'Orde del Temple i després de la dissolució d'aquesta, de l'Orde de Montesa. Des dels seus inicis fins a l'actualitat, ha estat l'únic temple parroquial del poble, sense comptar l'Ermita de Sant Roc, destinada als aplecs. L'actual edifici fou erigit entre les darreries del segle xviii i principis del segle xix. Des de la seua creació, la parròquia fou consagrada a San Pere Apòstol, però l'any 1942 passà a estar-ne dedicada a Sant Abdó i Sant Senent, els Sants de la Pedra.

## Arquitectura

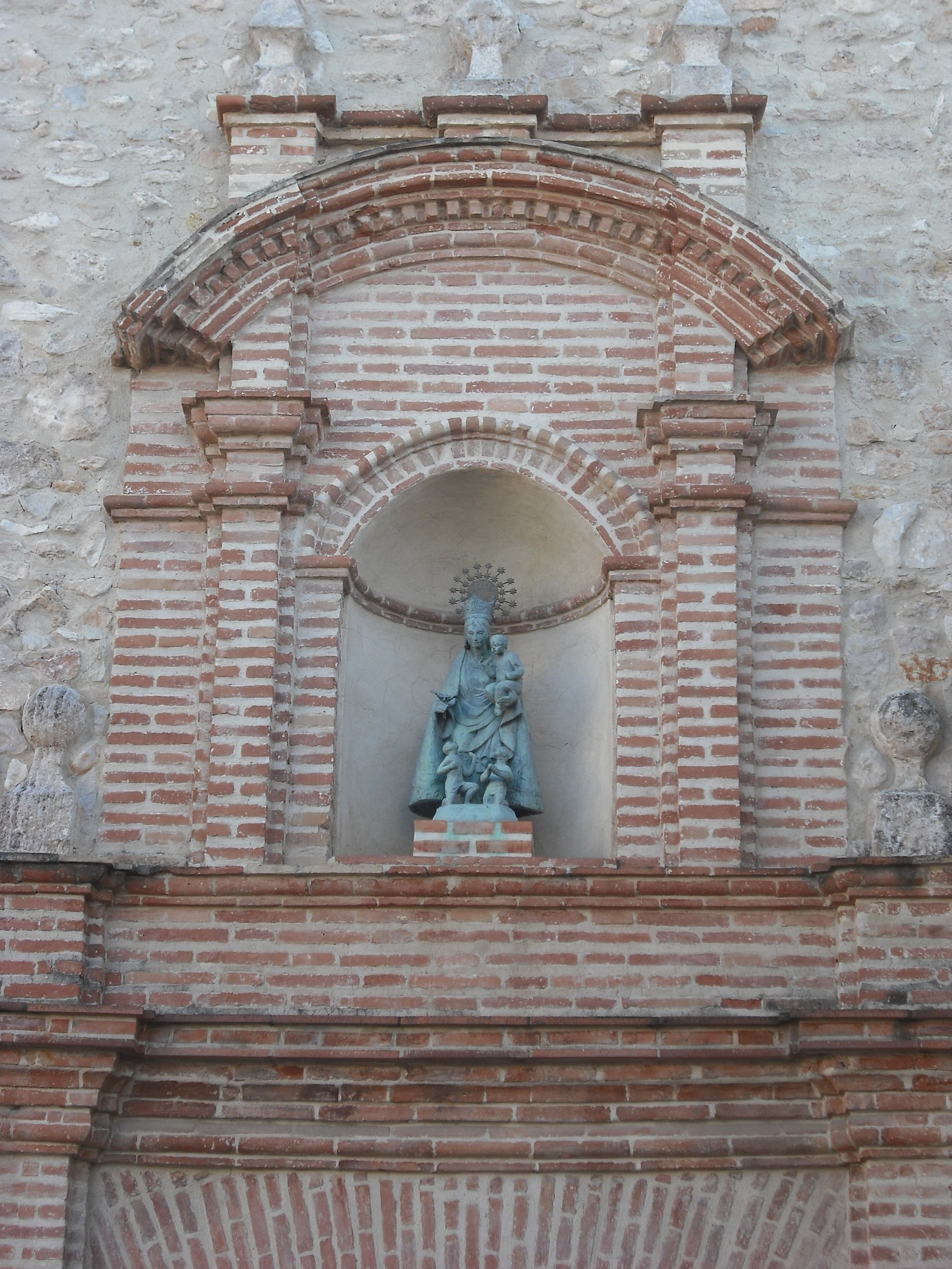
Fornícula a la porta lateral amb la imatge de la Mare de Déu dels Desamparats

Tot i que es sap de l'existència de la parròquia des del temps de la conquesta de Jaume I, no hi ha cap edificació de l'època, sent l'actual edifici molt posterior.
L'actual edifici, d'estil neoclàssic, fou erigit entre les darreries del segle xviii i principis del segle xix. L'església està principalment edificada en pedra i maó. La planta és de tres naus, la principal coberta amb volta de canó. Una cornisa amb barana metàl·lica corre sobre pilastres corínties que emmarquen arcs de mig punt en comunicació amb les naus laterals. El presbiteri té volta absidal i als peus de la nau es troba el cor.
En els temps recents, l'edifici ha estat declarat Bé de rellevància local per part de l'Ajuntament de València.